# MTV Video Music Award – teledysk postmodernistyczny
Poniższa lista przedstawia kolejnych zwycięzców nagrody MTV Video Music Awards w kategorii Best Post-Modern Video. Po raz ostatni tę nagrodę wręczono w 1990 roku.
| Rok  | Wykonawca       | Piosenka             |
| ---- | --------------- | -------------------- |
| 1989 | R.E.M.          | Orange Crush         |
| 1990 | Sinéad O’Connor | Nothing Compares 2 U |